# Diorhabda koltzei
Diorhabda koltzei es una especie de insecto coleóptero de la familia Chrysomelidae. Fue descrito por Weise en 1900.